# Shelby County (Missouri)
Shelby County is een county in de Amerikaanse staat Missouri.
De county heeft een landoppervlakte van 1.297 km² en telt 6.799 inwoners (volkstelling 2000). De hoofdplaats is Shelbyville.